# 博尔多拉诺
博尔多拉诺（義大利語：Bordolano），是意大利克雷莫纳省的一个市镇。总面积8平方公里，人口599人，人口密度74.9人/平方公里（2009年）。国家统计（ISTAT）代码为019007。